# Carlos Bernard
Carlos Bernard Papierski (Chicago, 12 oktober 1962) is een Amerikaans acteur. Carlos Bernard is het meest bekend door zijn rol als Tony Almeida in de televisieserie 24.
Bernard haalde zijn Master of Fine Arts diploma aan de theaterschool in San Francisco. Na zijn studie speelde hij enkele gastrolletjes in onder andere Walker en Babylon 5. Daarna kreeg hij een rol aangeboden in de televisieserie 24, waarin hij de rol van federale agent Tony Almeida voor een periode van drie seizoenen speelde. Op het eind van het derde seizoen werd hij uit de serie geschreven, maar kwam in het vierde seizoen terug als gastrol. In seizoen 5 leek het personage definitief uit de serie geschreven te zijn, maar in het zevende seizoen in 2009 keerde Bernard opnieuw terug.
Ook keerde het personage van Tony Almeida nog terug in 24: Solitary (2014), meer bepaald met de uitbraak van Tony Almeida uit de gevangenis, en in de serie 24: Legacy in 2017.
Verder leende Bernard zijn stem aan 24:The Game.
In 1999 is hij getrouwd met Sharisse Baker, met wie hij in augustus 2003 een dochter kreeg, Natalie.

## Filmografie
- 1997 - Sunset Beach - Intern
- 1998 - Men In White
- 1999 - Babylon 5: A Call to Arms
- 2001 - Walker, Texas Ranger - Without a Sound - Raoul "Skull" Hidalgo
- 2001 - Vegas, City of Dreams - Chico Escovedo
- 2001 - 2006, 2009 - 24 (televisie) - Tony Almeida
- 2006 - 10.5: Apocalypse - Dr. Miguel Garcia
- 2007 - Nurses - Dr. Richmond
- 2010 - Burn Notice (televisie) - seizoen 3 aflevering 15 - Gabriel
- 2014: 24: Solitary
- 2017  24: Legacy

- International Standard Name Identifier: 0000 0001 1448 9650
- Library of Congress Control Number: no2007026526
- Nationale Bibliotheek van Israël: 987007372167105171
- Nationale Bibliotheek van Polen: a0000002227413
- Système universitaire de documentation: 169037177
- Virtual International Authority File: 78551390
- WorldCat: E39PBJf4f66hR7v6hYVm3FGJXd